# Thomas Gouye
Pour les articles homonymes, voir Gouye.
Thomas Gouye, né le 17 octobre 1650 à Dieppe (Seine-Maritime) et mort le 24 mars 1725 à Paris, est un astronome et linguiste français.

## Biographie
Entré dans la Compagnie de Jésus le 18 septembre 1667, Gouye suit le cours ordinaire de la formation jésuite, enseignant aux collèges de La Flèche et Caen avant de faire des études de théologie à Paris où il est ordonné prêtre en 1679.  Il y prononça également ses vœux de profès le 2 février 1685.
Il passe le reste de sa vie à Paris où il se fait connaitre comme brillant mathématicien et ses études sur le mouvement des marées.
Comme éditeur il publie en deux volumes (1688 et 1692) un Recueil des observations physiques et mathématiques pour servir à la perfection de l’astronomie et de la géographie, envoyées de Siam par les jésuites missionnaires. Il y ajoute les réflexions de MM. de l'academie et quelques notes du P. Gouye. Le savant éditeur y a joint des notes et des réflexions. Sa modestie a privé le public d’autres ouvrages qu’il avait composés.
Ses talents le firent connaître des gens de lettres et hommes de science les plus distingués. Lors du renouvellement de l’Académie des sciences, il en fut nommé membre honoraire (1699), seul jésuite que cette société savante ait admis en son sein. Il en fut le président pendant plus de vingt ans. 
Gouye rendit compte de l’éclipse lunaire du 15 mars 1699 et fit plusieurs autres observations. Il connaissait le latin, le grec, l’anglais, l’italien, l’allemand et l’espagnol.
Le roi Louis XIV l’honorait de son estime et de sa faveur, et il s’est servi de son crédit pour le bien de sa patrie, à qui il a procuré quelques avantages, car c’est à ses bons offices que les habitants du Pollet, un faubourg de Dieppe, durent la conservation de leurs privilèges, qu’on voulait leur enlever.
De 1701 à sa mort Thomas Gouye fut également procureur des missions jésuites en Nouvelle-France. Ce qui veut dire qu'il était chargé de veiller au ravitaillement et soutien financier du travail missionnaire dans cette région d'Amérique du Nord.
Gouye avait été le professeur de mathématiques du comte Jérôme de Pontchartrain, ministre de la marine de 1701 à 1716. Il avait ainsi un excellent contact pour négocier au nom des missionnaires leurs voyages en Nouvelle-France et leur approvisionnement en tout ce qui était nécessaire. Homme d’esprit ouvert, Gouye semble cependant avoir très peu voyagé hors de Paris.

## Publications
- Recueil des observations physiques et mathématiques pour servir à la perfection de l’astronomie et de la géographie, envoyées de Siam par les jésuites missionnaires, Paris, Imprimerie Royale, 1692 (lire en ligne).

## Sources
- Eustache-Marie Courtin, Encyclopédie moderne, t. 12, 2e éd., Bruxelles, Th. Lejeune, 1829, p. 191.
- Michel Claude Guibert, Mémoires pour servir à l’histoire de la ville de Dieppe, éd. Michel Hardy, Paris, Maisonneuve et Cie ; Rouen, Ch. Métairie, 1878, p. 375-6.
- Louis-Gabriel Michaud, Biographie universelle ancienne et moderne, t. 17, Paris, C. Despaces, 1857, p. 275.